# Крейгейвън
Крейга̀вън (на английски: Craigavon) е град в югоизточната част на Северна Ирландия. Разположен е в район Крейгавън на графство Арма на 32 km западно от столицата Белфаст. Главен административен център на район Крейгейвън. На 3 km северно от Крейгавън се намира най-голямото езеро в Северна Ирландия Лох Ней. Има жп гара. Получава името Крейгавън през 1965 г. Населението му е 57 685 жители според данни от преброяването през 2001 г.